# 세일러복
세일러복(Sailor suit)은 세계 여러 국가들이 해군의 군복으로 착용하고, 그리고 교복으로 사용된다. 세일러 옷깃으로 불리는 독특한 큰 옷깃이 특징이다. 여자가 착용하는 세일러 형태 교복은 코스튬 플레이로 발전하였다.

## 개요
세일러복은 19세기 해군의 갑판에서 착용하는 제복으로 등장했다. 세일러복의 독특한 큰 옷깃은 갑판에서 바람 등의 영향으로 목소리를 듣기가 어려워서 옷깃을 세우고 대화를 하였고, 세일러복 앞쪽에는 가슴으로 향하여 크게 벌어지고 역삼각형 형태가 된 것은 바다에 떨어졌을 때에 옷을 찢어서, 헤엄치기 쉽게하기 위해 이 같은 형태가 되었다는 말이 전해졌다. 앞쪽 옷깃에는 스카프로 장식하였고, 그 기원은 수병이 손수건 대신 사용하였다고 전해지고 있다.
빅토리아 여왕은 왕실 요트에 탑승한 승조원의 착용하는 유니폼의 형태가 세일러복이 마음에 들어서, 같은 디자인의 아동복을 맞추어 1846년 왕세자 에드워드에게 그 옷을 입혔다. 여왕은 다른 왕자들에게도 세일러복을 만들어 다른 손자인 왕자들에게도 주었다. 이 일로 영국은 왕실을 모방하여, 유행했다. 또, 이 유행은 그 앞으로 20세기 초기에 걸쳐 세계적인 유행이 되었다. 또 19세기 프랑스에는 세일러복을 입게 되었고, 그 후 유럽 각국과 미국에도 유행 패션이 되었다. 일본 등에는 20세기 초기부터 교복으로 사용하였다.

## 군복
대한민국 해군의 경우 동정복 (일부는 동정복 외에 하정복에도 사용)으로 세일러복을 채택하고 있다. 해군 장병들의 경우 부대 내에서는 셈브레이, 당가리 (줄여서 셈당)로 구성된 '근무복' 을 입고, 세일러복은 동정복 (冬正服)으로 휴가 때나 행사에 참석할 때 착용하고 있다. 통역병을 포함한 일반 수병들은 검은색 세일러복을, 의장대나 군악대의 경우 여름에는 흰색 세일러복을 입고, 헌병들은 세일러복을 입지 않는다.

## 교복
일본에서 최초로 교복에 세일러복을 채택한 것은 1920년, 교토 부의 헤이안 여학교가 처음으로 채택되었다고 기록되었고, 이 학교의 세일러복은 원피스였다.
일반적인 형태의 세일러복을 교복을 최초로 채택한 곳은 후쿠오카 현의 후쿠오카 여학교라고 하였다. 당시 후쿠오카 여학교의 교장인 엘리자베스 리는 활동하기 쉬운 체육복으로 자신이 영국 유학 중에 입고 있던 세일러복을 모델로 하였고, 1917년에 오오타 양품점에게 교복 제작을 의뢰했다. 운동을 쉽게 움직이도록 상의를 디자인하는데 3년을 걸렸다고 한다. 1920년, 상의를 완성한 후, 하의 디자인에 애를 먹었지만, 오오타는 치마를 접고 붙이는 착상용 세일러복 상하의가 완성하였으며 1921년에 교복으로 채택하였다. 같은해, 아이치 현의 학교에도 교복으로 세일러복이 채택되었고, 그 후 교복으로 서서히 보급하여 현재 교복으로 사용하고 있다. 세일러복이 일본 전역에 퍼진 배경에는 도쿄대를 비롯한 많은 학교가 남학생 교복에는 5개 단추로 구성된 차이나식 교복을 채택하였고, 세일러복은 여학생 교복으로 많이 채택을 하였다.
여중생이랑 여고생에게 상징되는 교복이다.

여러 가지 세일러복 사진들
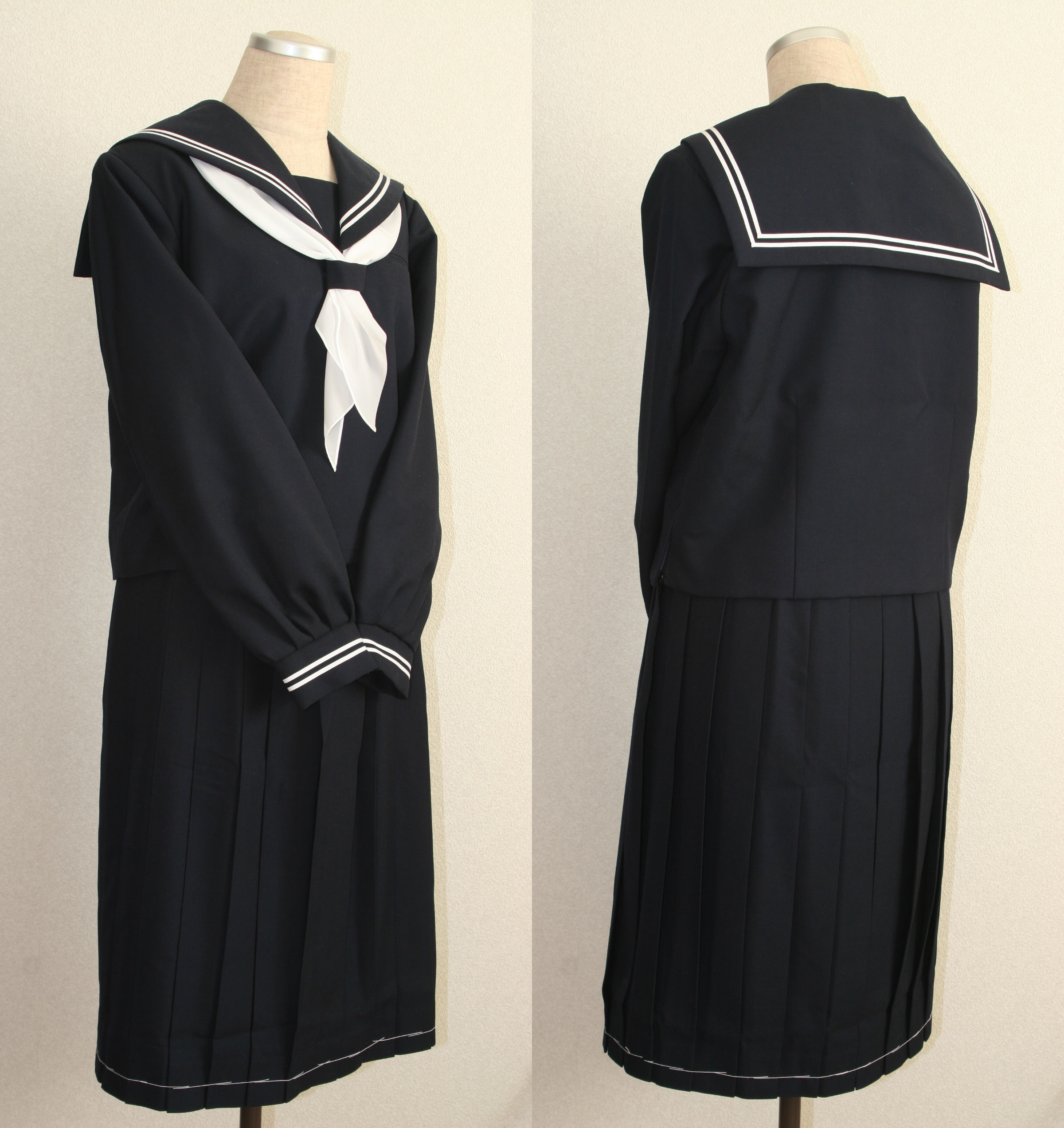
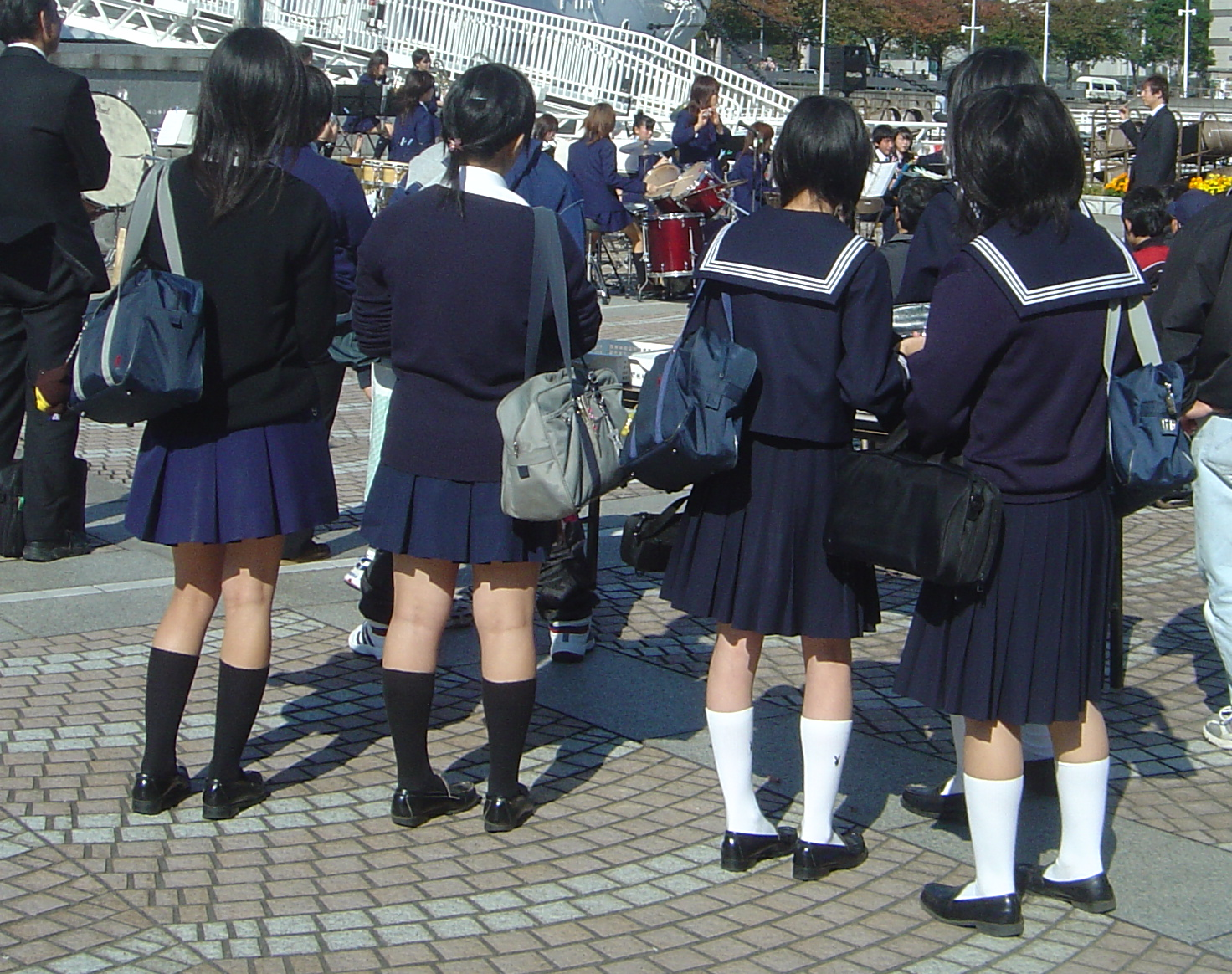
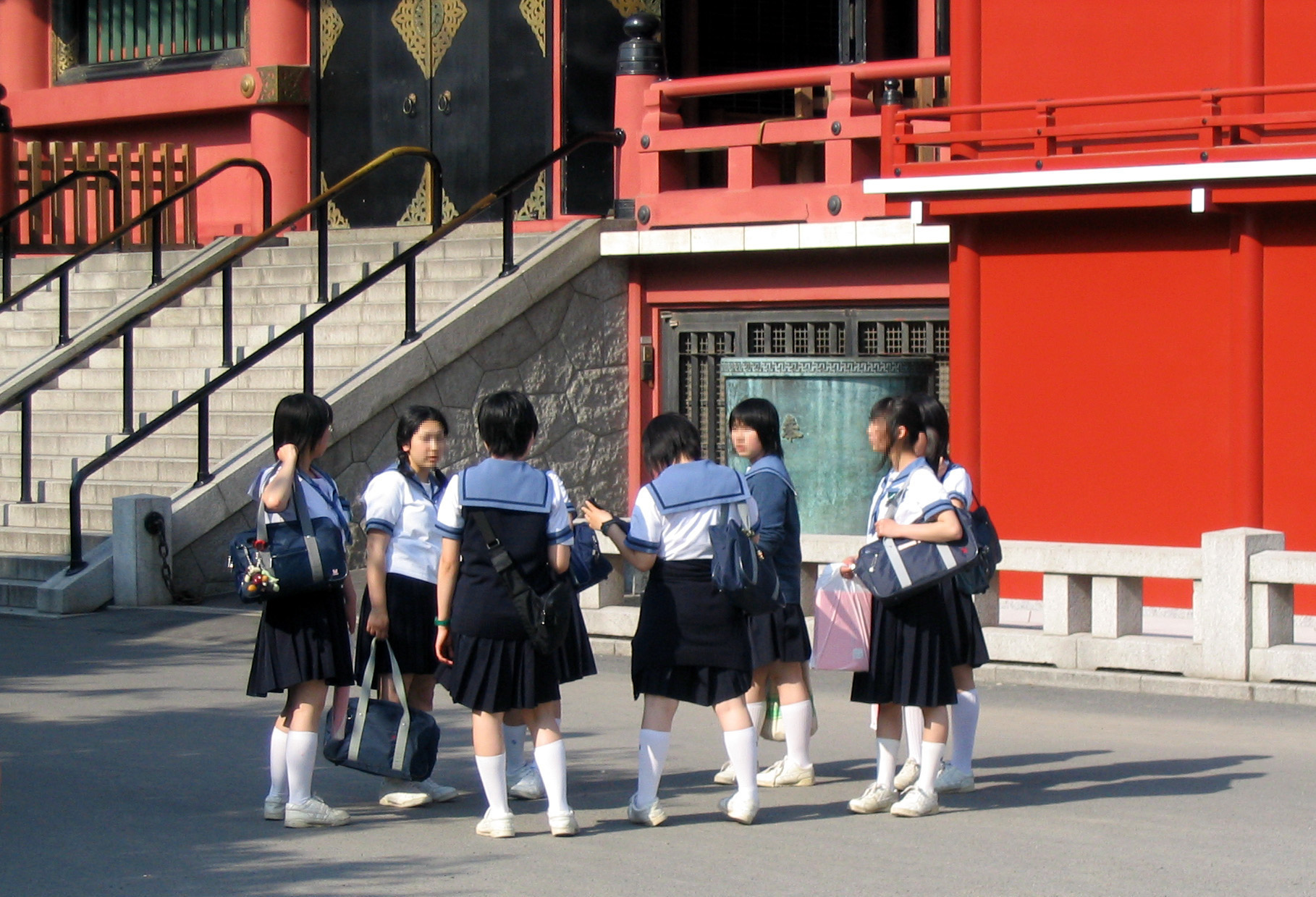
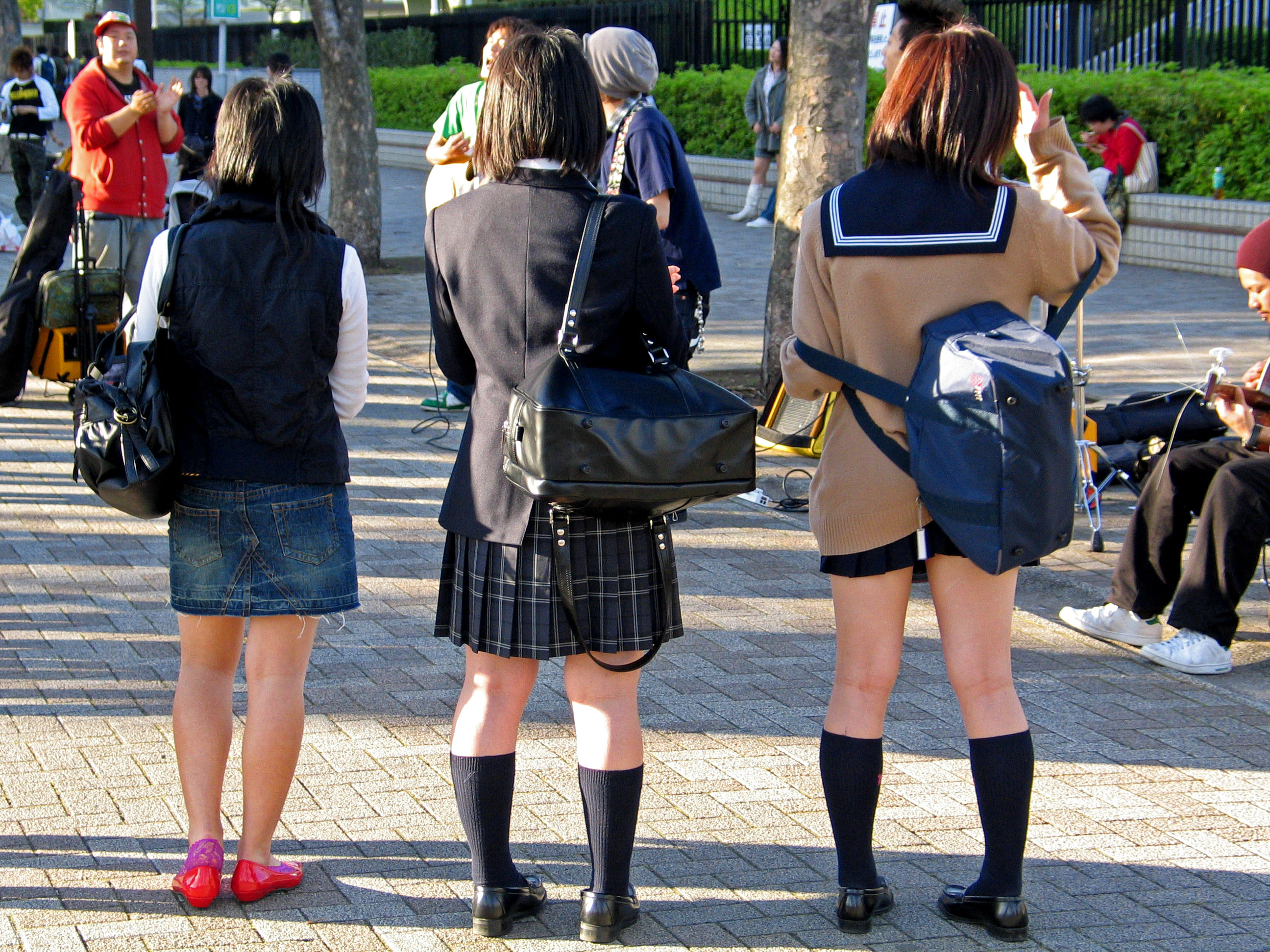
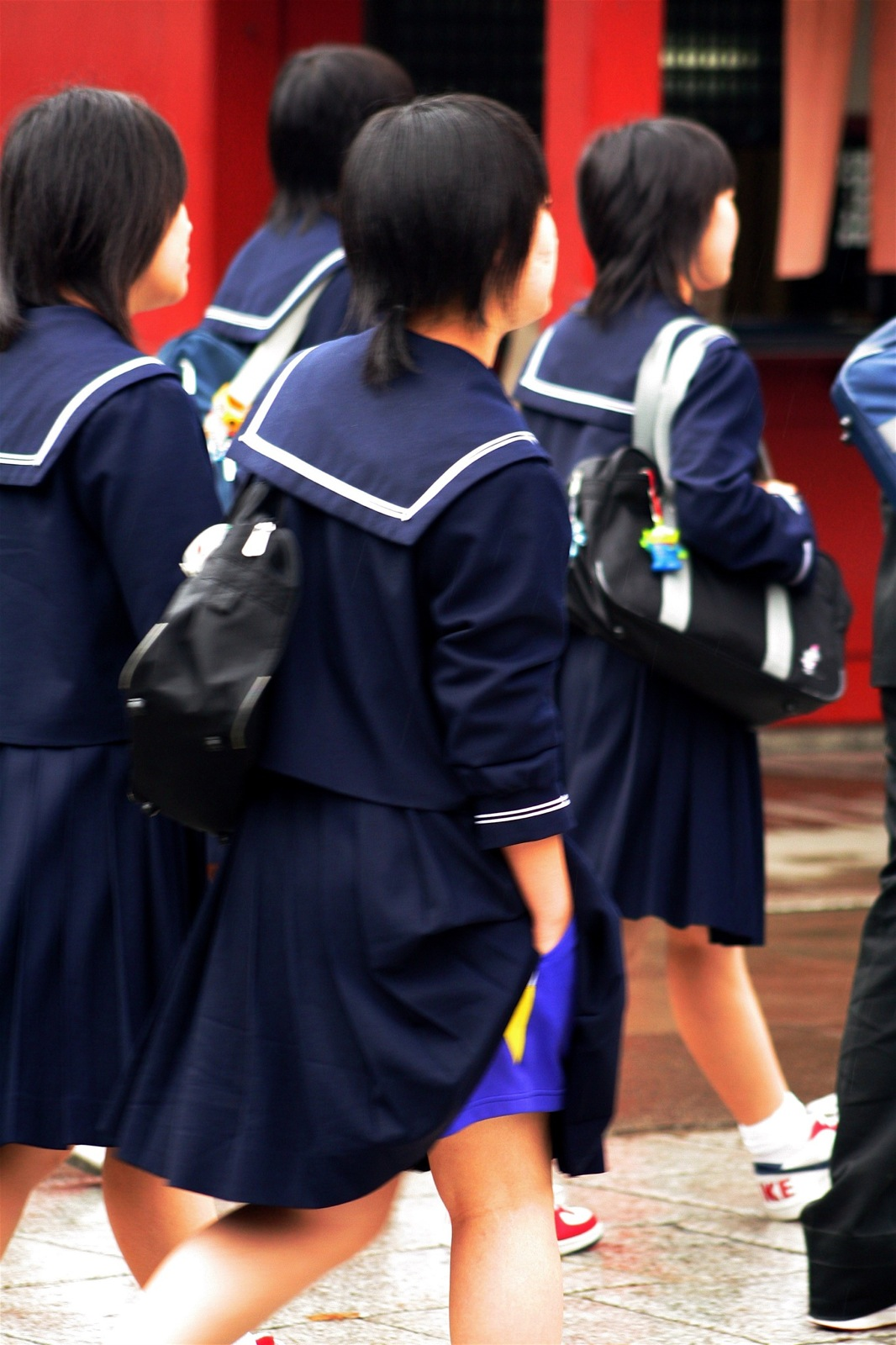
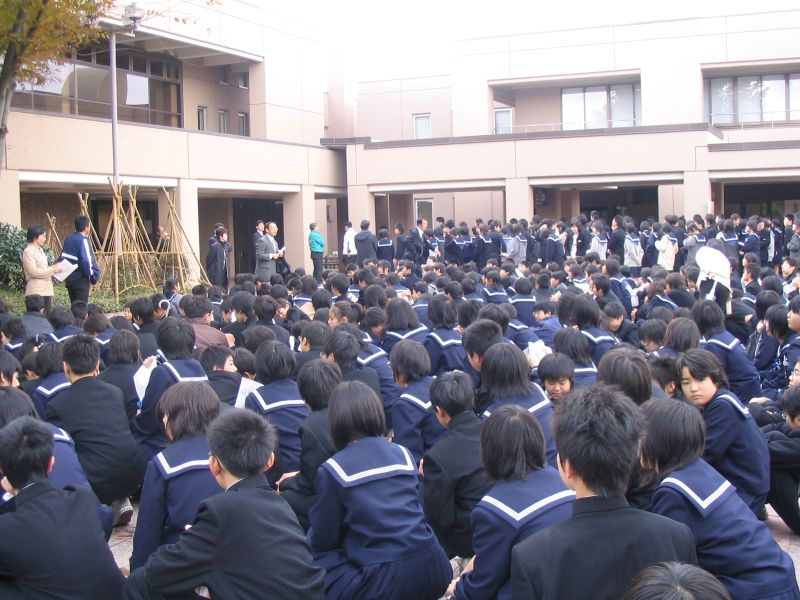
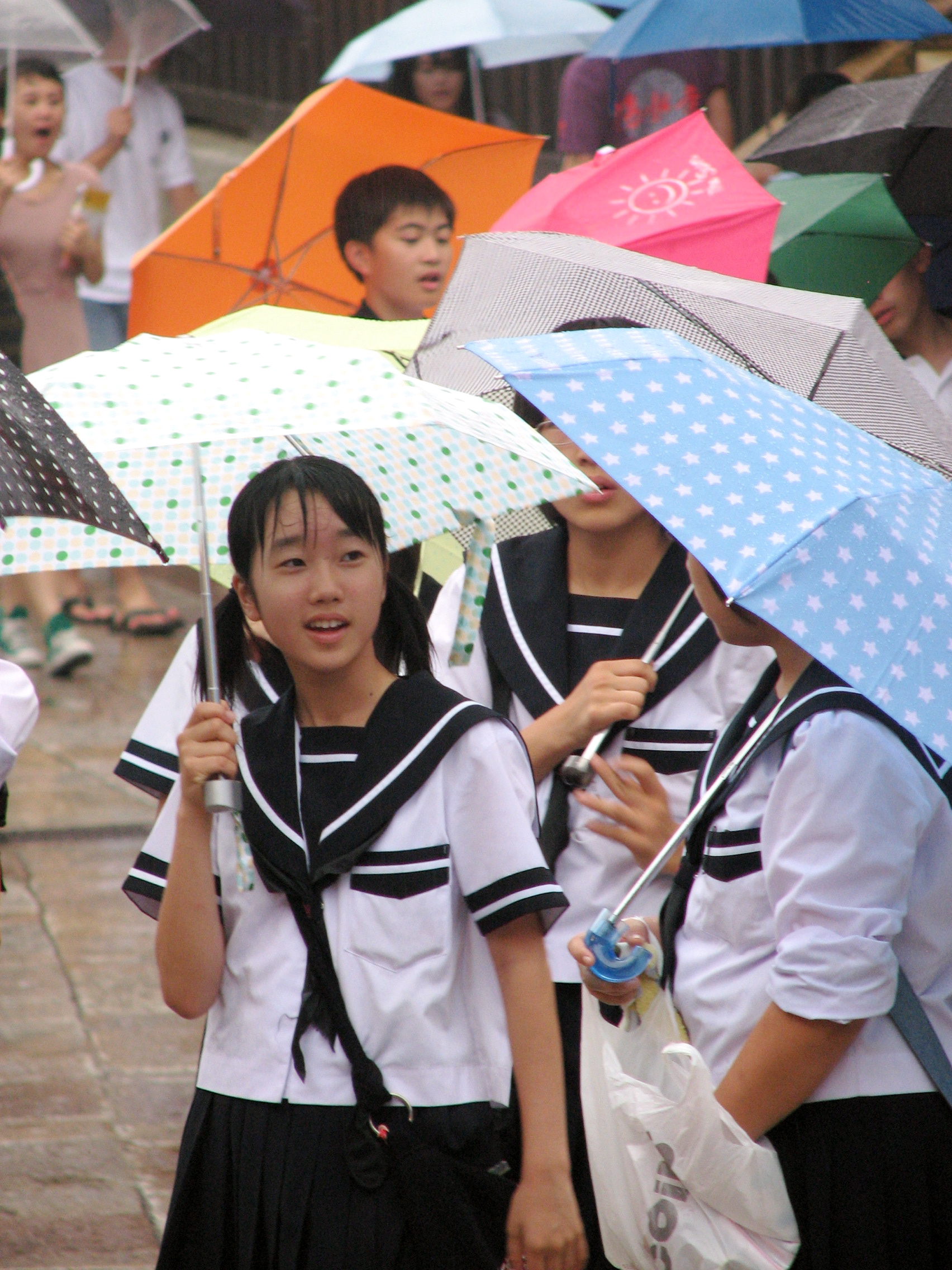
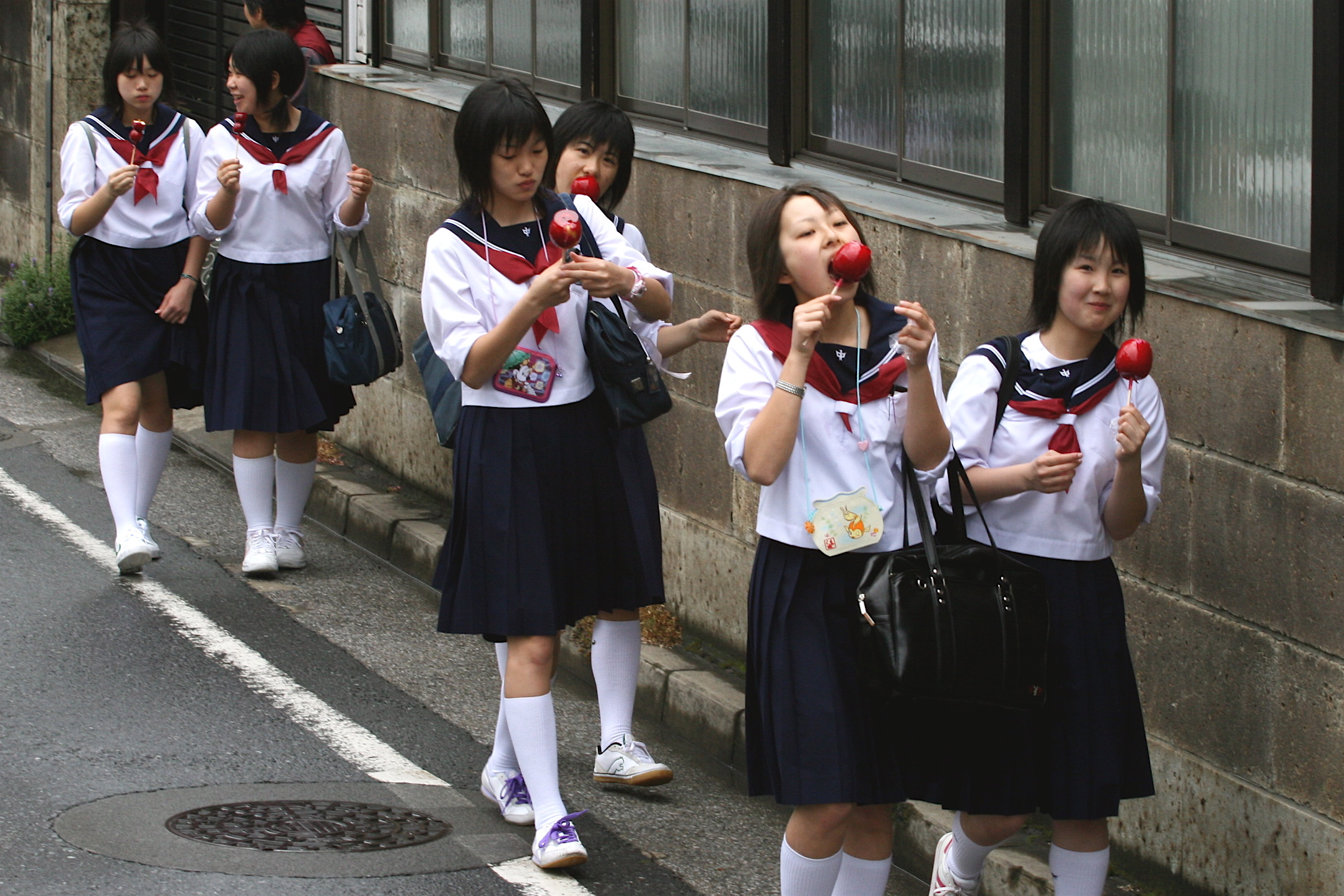
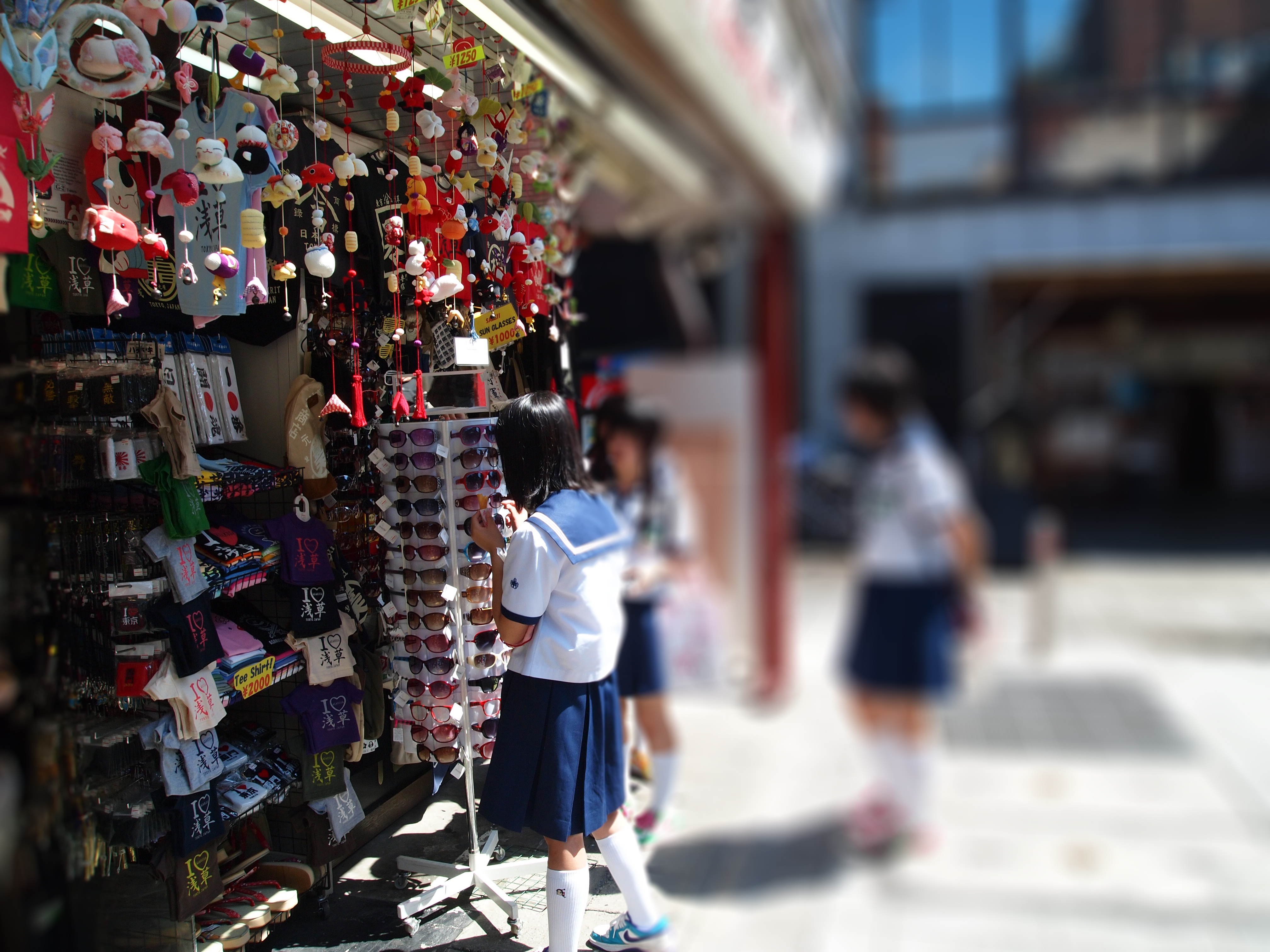